# بذل المجهود في حل سنن أبي داود
بذل المجهود في حل سنن أبي داود هو شرح مفصل على سنن أبي داود، ألّفه خليل أحمد السهارنفوري. وقد حظي هذا الكتاب بإشادة واسعة باعتباره العمل الأبرز من نوعه، كما يحظى بتقدير العلماء المسلمين في جميع أنحاء العالم. أكمل هذا الكتاب على مدى أكثر من عقد من الزمان في المدينة المنورة، وهو مورد لا غنى عنه لأولئك الذين يسعون إلى فهم الفروق الدقيقة في سنن أبي داود. بالإضافة إلى تقديم التوضيح حول سنن أبي داود، فإن تعليق السهارنبوري يفحص ويحلل الروايات والتقاليد من كتب الحديث الأخرى، مما يجعله عملًا مرجعيًا لا يقدر بثمن. يتميز تعليق ساهارنبوري بالحياد والتوازن، حيث يعرض كلا الجانبين من القضايا المثيرة للجدل بوضوح وموضوعية. ويدعم المؤلف حججه بالأدلة، دون إظهار أي تحيز لأي من وجهتي النظر، مما يجعل منه تحليلاً عادلاً وشاملاً لسنن أبي داود والتقاليد ذات الصلة.
في البداية أكمل السهارنبوري شرحه في خمسة مجلدات، وبعد ذلك أملاه على تلميذه زكريا الكاندهلوي بسبب تقدمه في السن ورعشة جسمه. نشر الكاندهلوي بعد ذلك طبعة منقحة امتدت على عشرين مجلدًا، والتي تم الإشادة بها باعتبارها مساهمة أساسية في الدراسات الإسلامية.

## السمات
ومن مميزات بدل المجتهد في صحيح أبي داود:
1. إن أغلب المواضيع مستمدة من أحاديث العلماء المتقدمين، ولكن شروح وتوضيحات "قال أبو داود" هي من أفكار المؤلف وتأملاته، لأن العلماء لم ينتبهوا إلى هذه المناقشة كثيراً.
2. يتم كتابة وصف مفصل لكل راوي عندما يتم ذكره لأول مرة ويتم الإشارة إليه لاحقًا فقط.
3. وقد تم عرض المذهب الحنفي بشكل مناسب، وتم التدقيق في الأحاديث. إذا كان الحديث موافقاً لمذهبهم فإنه يقبل، وإلا فيذكر مصادرهم، ويبحث الحديث بالتفصيل.
4. إذا كان الحديث غير واضح في موضع معين فإنه يأتي بتوضيحه. وقد تم تحديد مؤلفي الإيواء وعون المعبود حيثما وجد الغموض حتى ينجو القارئ من سوء الفهم.
5. وإذا كانت الأحاديث التي ذكرها الإمام أبو داود مختصرًا قد شرحت تفصيلًا في موضع آخر فإنها يشار إليها في الكتاب بحرف (م).
6. ويدخل فيه آراء المجتهدين، وبخاصة أئمة المذاهب الأربعة، مع الإشارة إلى طريقة الشوكاني.
7. وقد جمع المؤلف الروايات التي كتبها مرسلة أو معلقة، وأدرجها في الكتاب.
8. وقد ضمّن الشرح أغلب كتاب "بدل المجاهد في حل أبي داود" مسترشدًا بتعاليم رشيد أحمد الكنجوهي .

## روابط خارجية
- بذل المجهود في كتاب سنن أبي داود في أرشيف الإنترنت